# Asterias amurensis

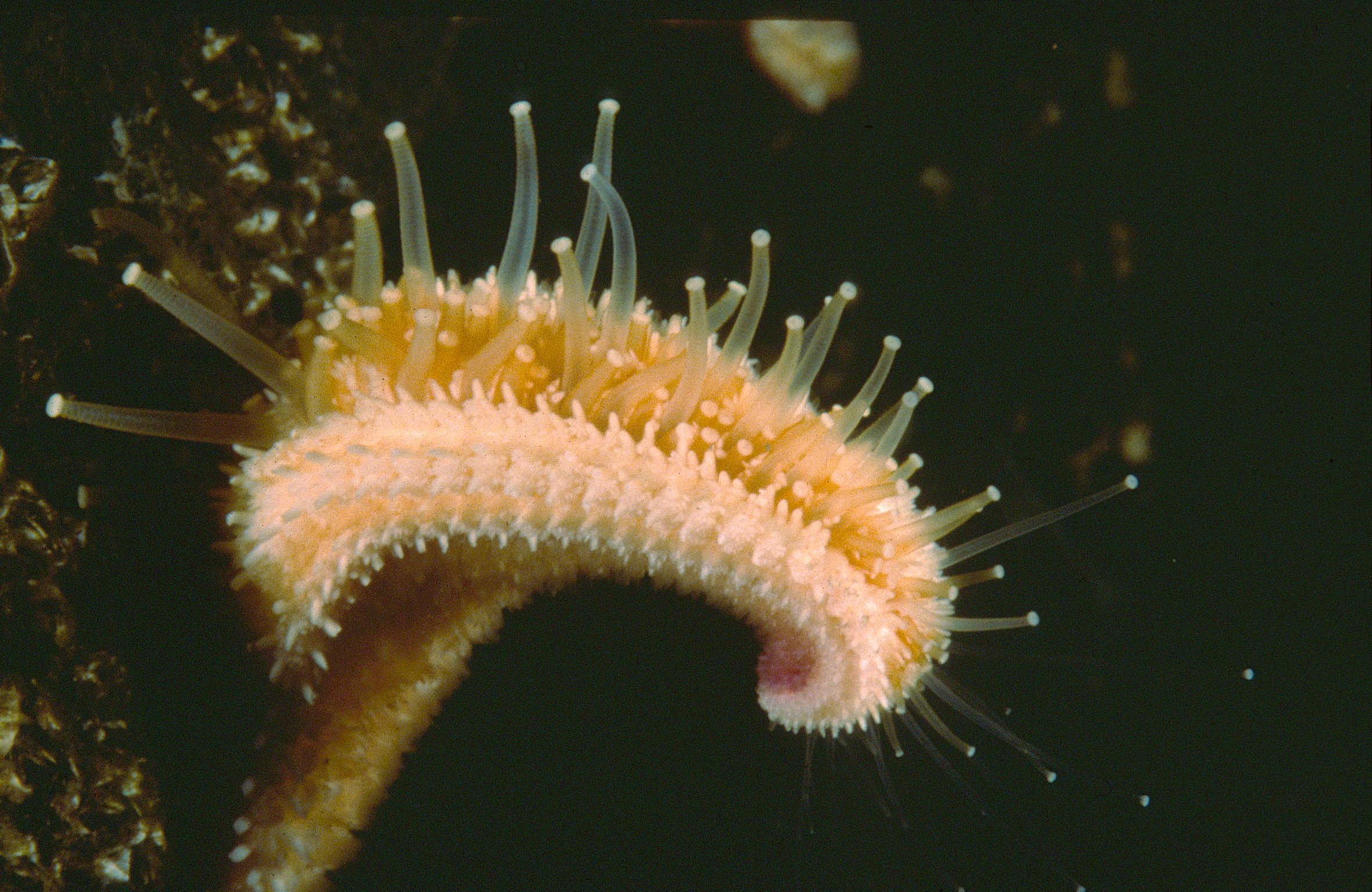
Asterias amurensis detalle.

La estrella de mar del Pacífico Norte y estrella de mar japonesa común (Asterias amurensis), es una especie de estrella de mar nativa de las costas del norte de China, Corea, Rusia y Japón. Esta especie fue introducida en las zonas oceánicas de Tasmania, sur de Australia, Alaska, y las islas Aleutianas, partes de Europa, y Maine. Tomando como referencia la distribución de las poblaciones de estrella de mar del Pacífico del Norte en puertos y rutas marinas, el mecanismo más probable de introducción es el transporte de larvas presentes en el mar en los balastos de agua de los barcos. Los barcos cargan sus tanques de balasto con agua que contienen larvas de estrella de mar, en un puerto por ejemplo en Japón, y devuelven el agua al mar en otro puerto como por ejemplo en Tasmania, donde las larvas son liberadas junto con el agua de balasto, y sufren su metamorfosis transformándose en juveniles de estrella de mar.
Esta especie se ha convertido en una especie invasora en Australia y se encuentra en la lista de las 100 especies exóticas invasoras más dañinas del mundo del Grupo de Especialistas de Especies Invasoras..

## Impactos sobre la sociedad
Las invasiones por esta especie conducen a extinciones de otras especies de animales marinos. Es muy importante monitorear los impactos ecológicos debidos a especies invasoras ya que pueden causar impactos económicos o sobre la salud del ser humano. Un crecimiento abrupto de la población de esta especie afectará las poblaciones de sus presas y sacará de su equilibrio normal a la red trófica propia de las zonas costeras del Pacífico. La evidencia experimental permite concluir que la estrella de mar depreda produciendo un gran impacto a los juveniles de bivalvos. La estrella se adhiere a las trampas para salmones, líneas de ostras y líneas largas para vieiras. En Australia, estuvo asociada con la declinación de las poblaciones del "pez con manos" que es una especie amenazada. Como las redes tróficas cambian a lo largo del tiempo, la amenaza y pérdida  de ciertos organismos marinos comercializables causa que las comunidades costeras lleguen a sufrir  pérdidas potenciales de miles de millones de dólares. En Japón, los episodios de desarrollo explosivo de la población de la estrella de mar le han costado a la industria pesquera millones de dólares en medidas de control y pérdidas por depredación.

## Remoción
Esta especie ya ha invadido las aguas de Australia en el estuario  Derwent y la Henderson Lagoon. Todavía no se ha detectado su presencia en las aguas de América del Norte.
Se han realizado pruebas para buscar procesos efectivos de remoción incluida la remoción de los propios animales de A. amurensis, la cual es considerada por lo especialistas el método más efectivo, seguro y políticamente atractivo comparado con procesos de control mediante químicos o biológicos. El envenenamiento de las estrellas de mar o introducir un nuevo depredador para reducir el tamaño de sus poblaciones acarrearía otros problemas, por lo que no es posible garantizar la efectividad de estas opciones. La detección temprana y la prevención de la reproducción es ahora la mejor solución para reducir los efectos dañinos de esta especie invasora. El objetivo del trabajo de Mountfort et al. fue desarrollar un método de análisis del agua de balasto y detectar la presencia de esta peste marina específica. Si se aplican las políticas sobre gestión del agua de los balastos, se reduciría la frecuencia con la que la estrella de mar podría ser introducida en sistemas foráneos.